# Plagiochila ishizuchiensis
Plagiochila ishizuchiensis là một loài rêu trong họ Plagiochilaceae. Loài này được Horik. mô tả khoa học đầu tiên năm 1931.